# Cheilitis

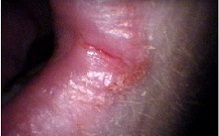
Cheilitis angularis

Cheilitis ist der medizinische Fachbegriff für Lippenentzündung. Sie ist gekennzeichnet durch Entzündung der Haut oder der Schleimhaut der Lippe. Es gibt zahlreiche Unterformen.

## Unterformen
- Cheilitis granulomatosa: Entzündung der Lippe mit Knötchenbildung.[2] Sie kann alleine oder als Teil einer systemischen Erkrankung auftreten.[2] Bei Kindern kann sie ein Hinweis auf Morbus Crohn sein.[2]
- Cheilitis actinica: Akute oder chronische Lichtschädigung der Lippe (z. B. Sonnenbrand). Es gibt eine akute und eine chronische Form.[3] Sie kann in ihrer chronischen Form in ein Plattenepithelkarzinom übergehen.
- Cheilitis exfoliativa: Chronische Form der Cheilitis simplex.[4]
- Cheilitis abrasiva präcancerosa: Sonderform der Cheilitis actinica[5]
- Cheilitis angularis: Eine Mundwinkelentzündung. Sie kann mit Rhagadenbildung einhergehen. Kann im Rahmen einer Sunitinib (Sutent)-Behandlung auftreten, die symptomatisch mit fettenden Salben behandelt werden kann.